# Nejvyšší body okresů v Česku

Sněžka (1603 m), okres Trutnov

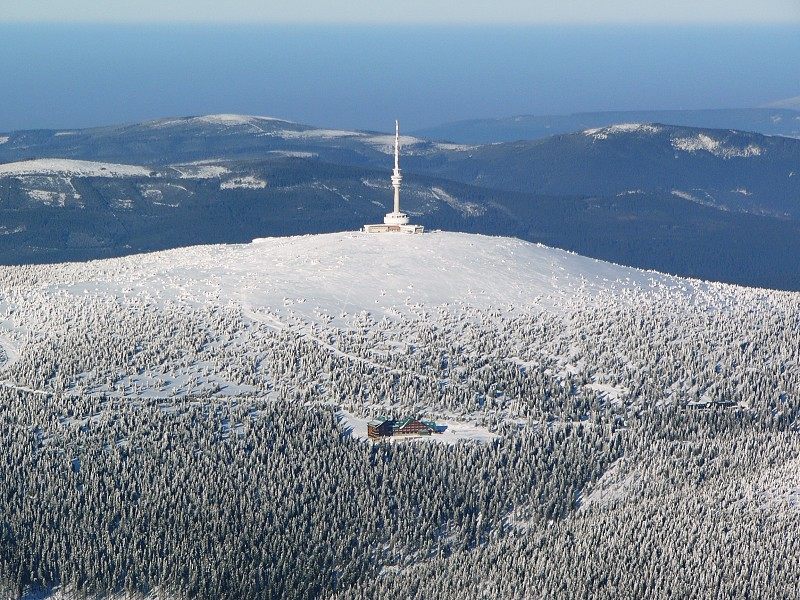
Praděd (1491 m), okresy Bruntál a Šumperk

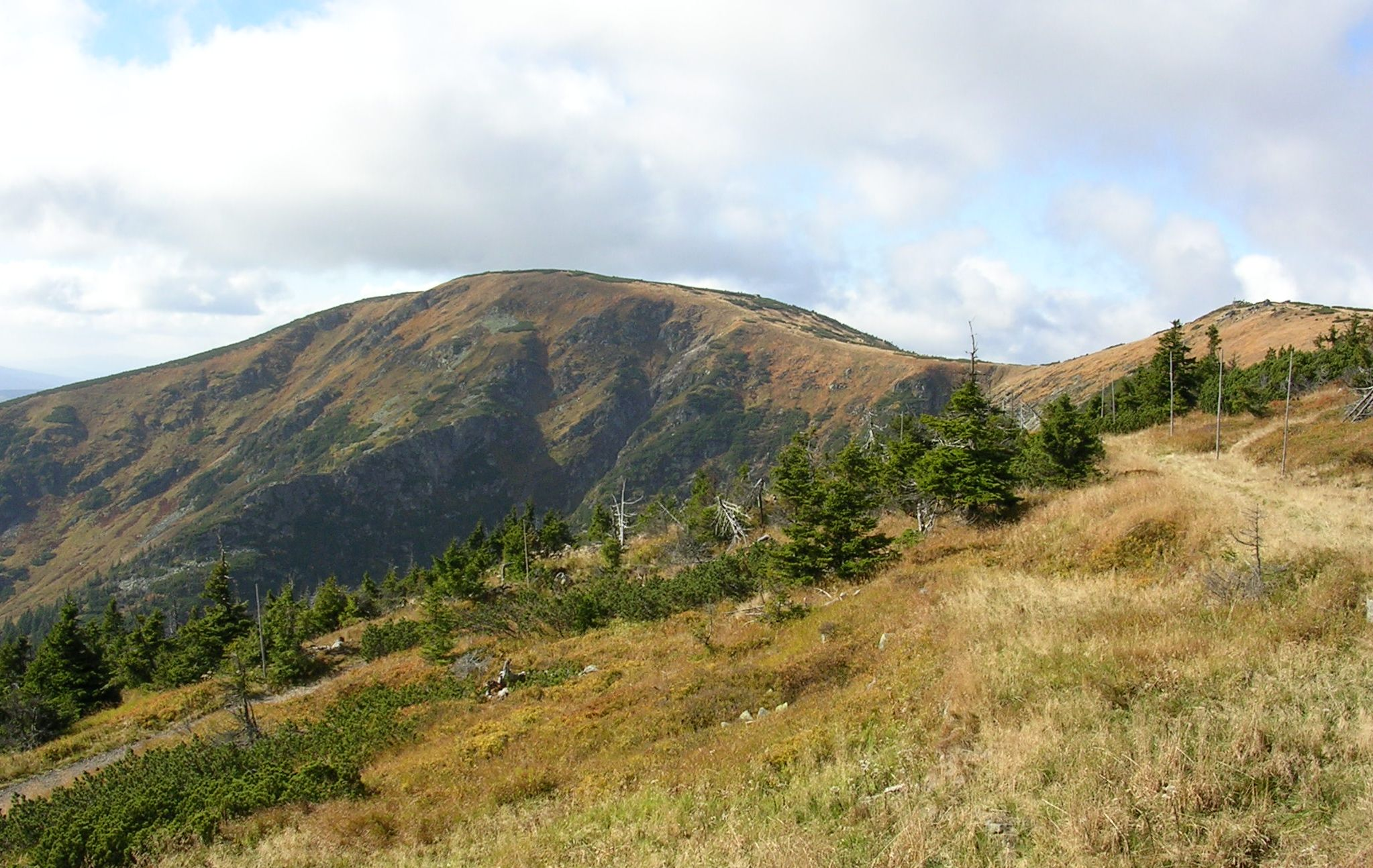
Kotel (1435 m), okres Semily

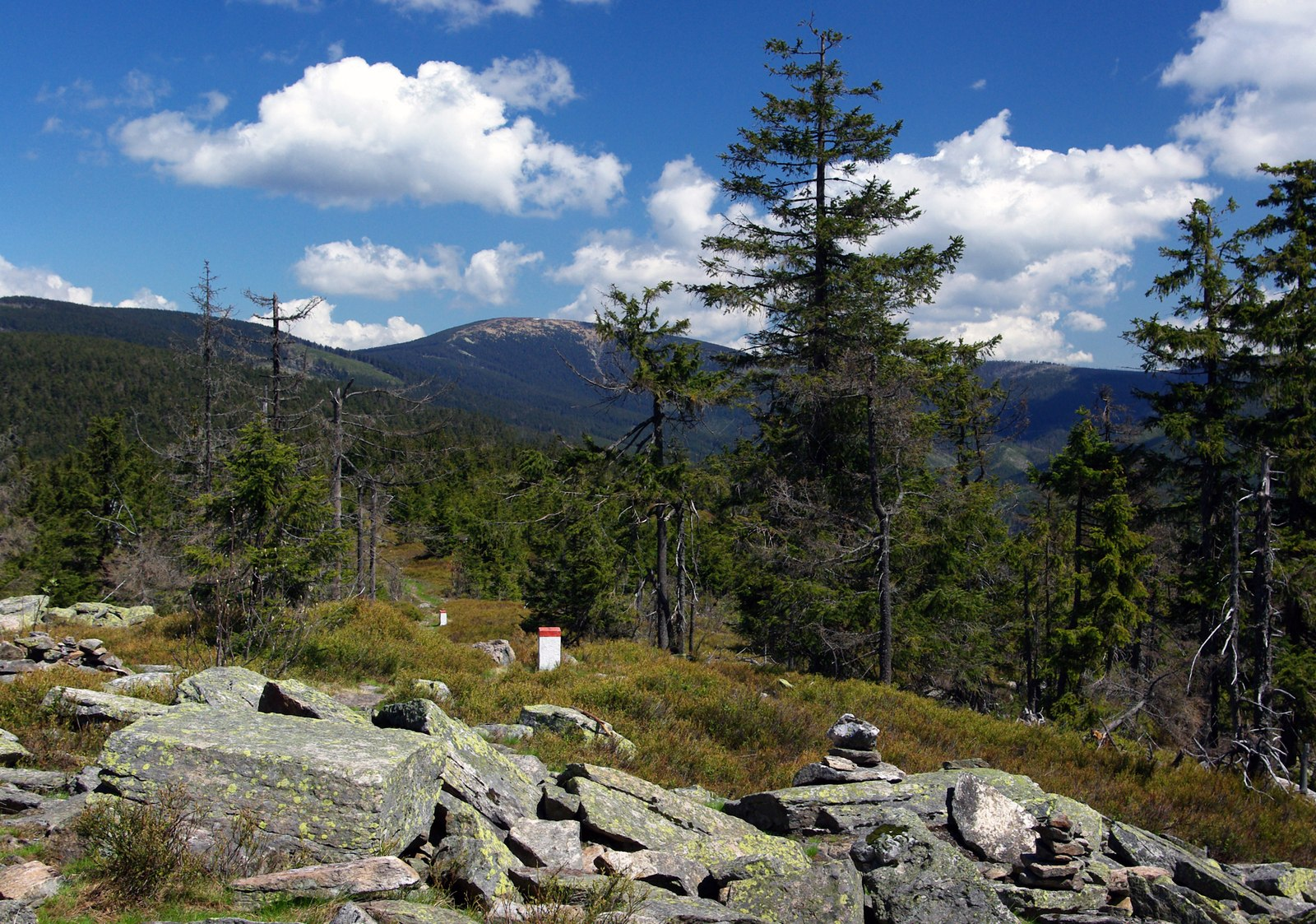
Králický Sněžník (1423 m), okres Ústí nad Orlicí

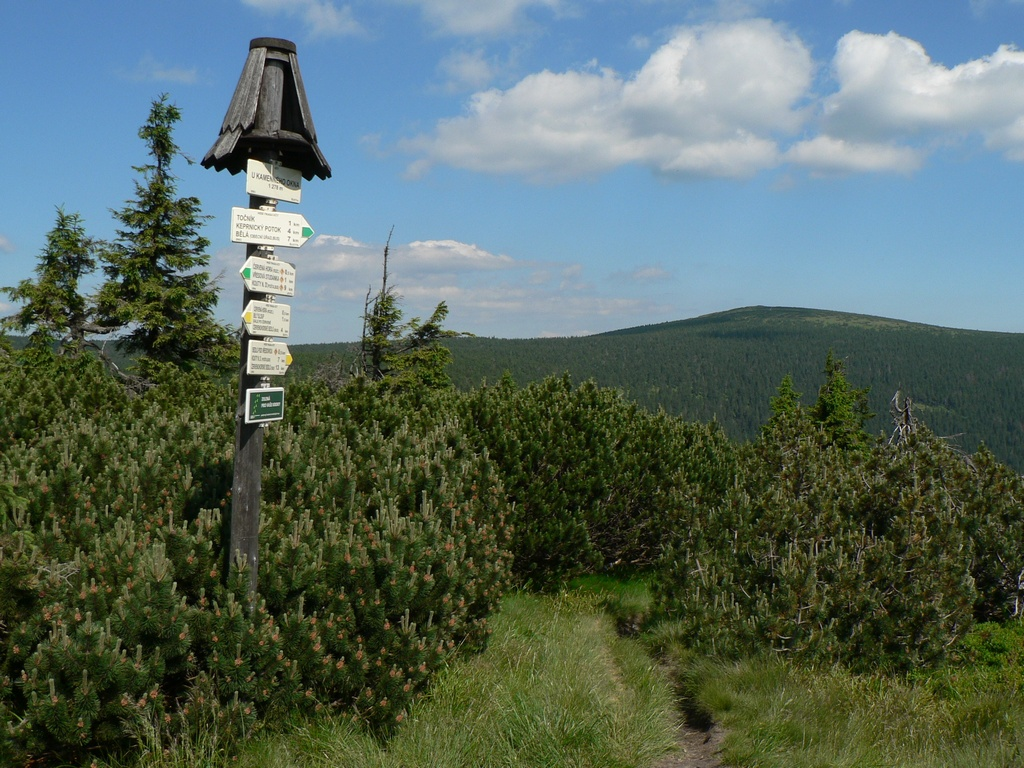
Keprník (1423 m), okres Jeseník

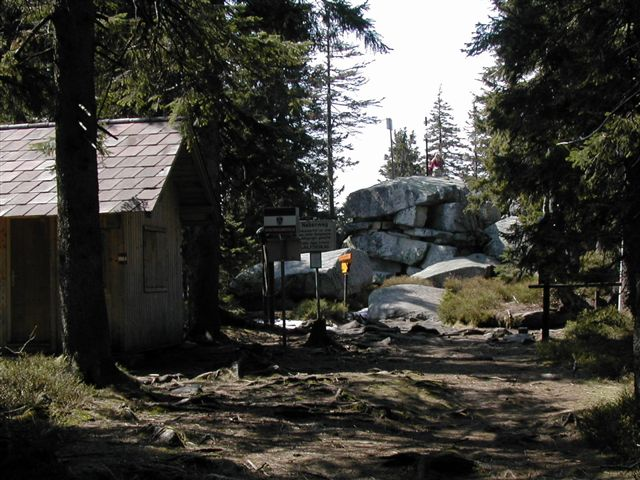
Plechý (1378 m), okres Prachatice

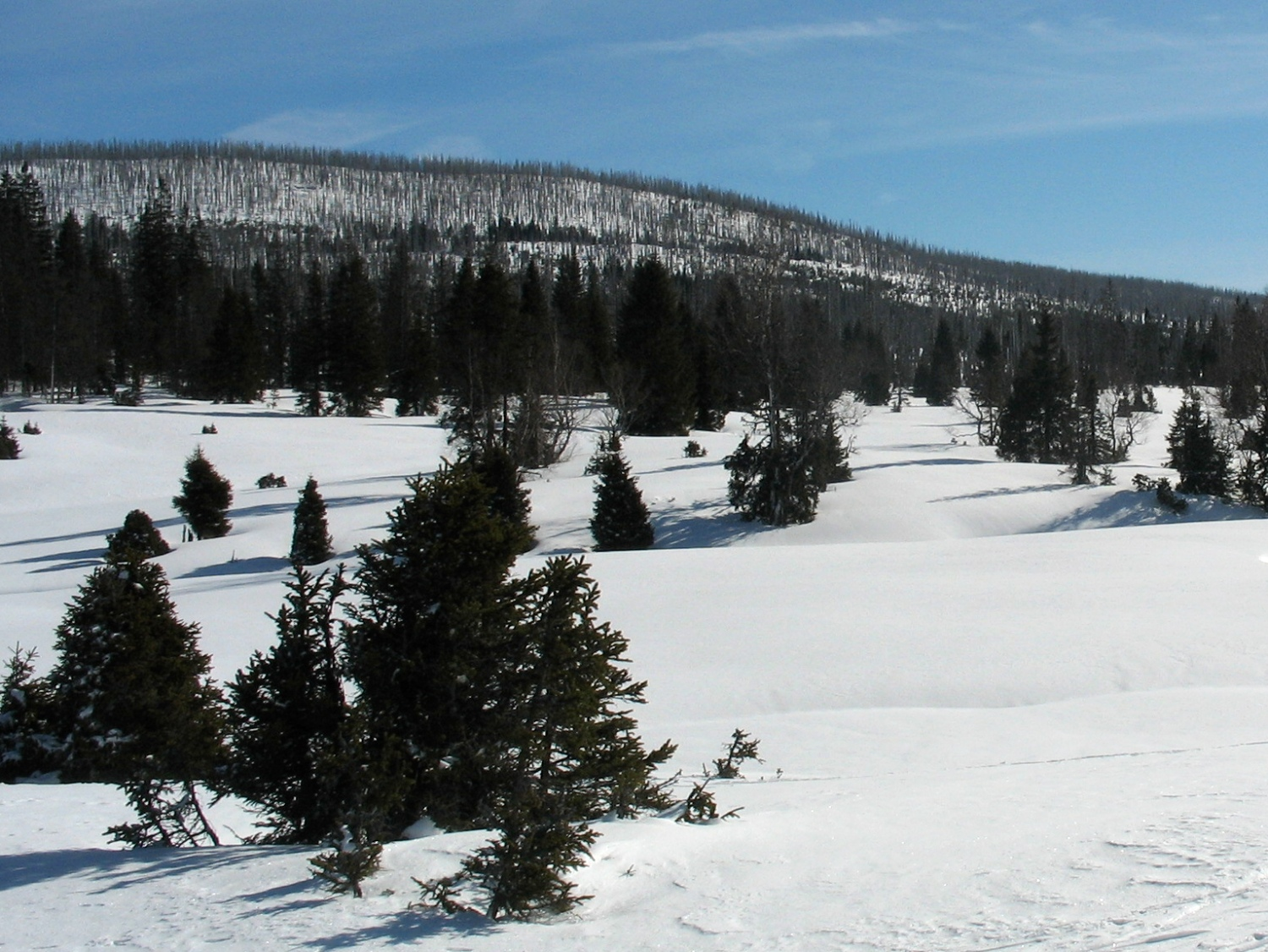
Velká Mokrůvka (1370 m), okres Klatovy

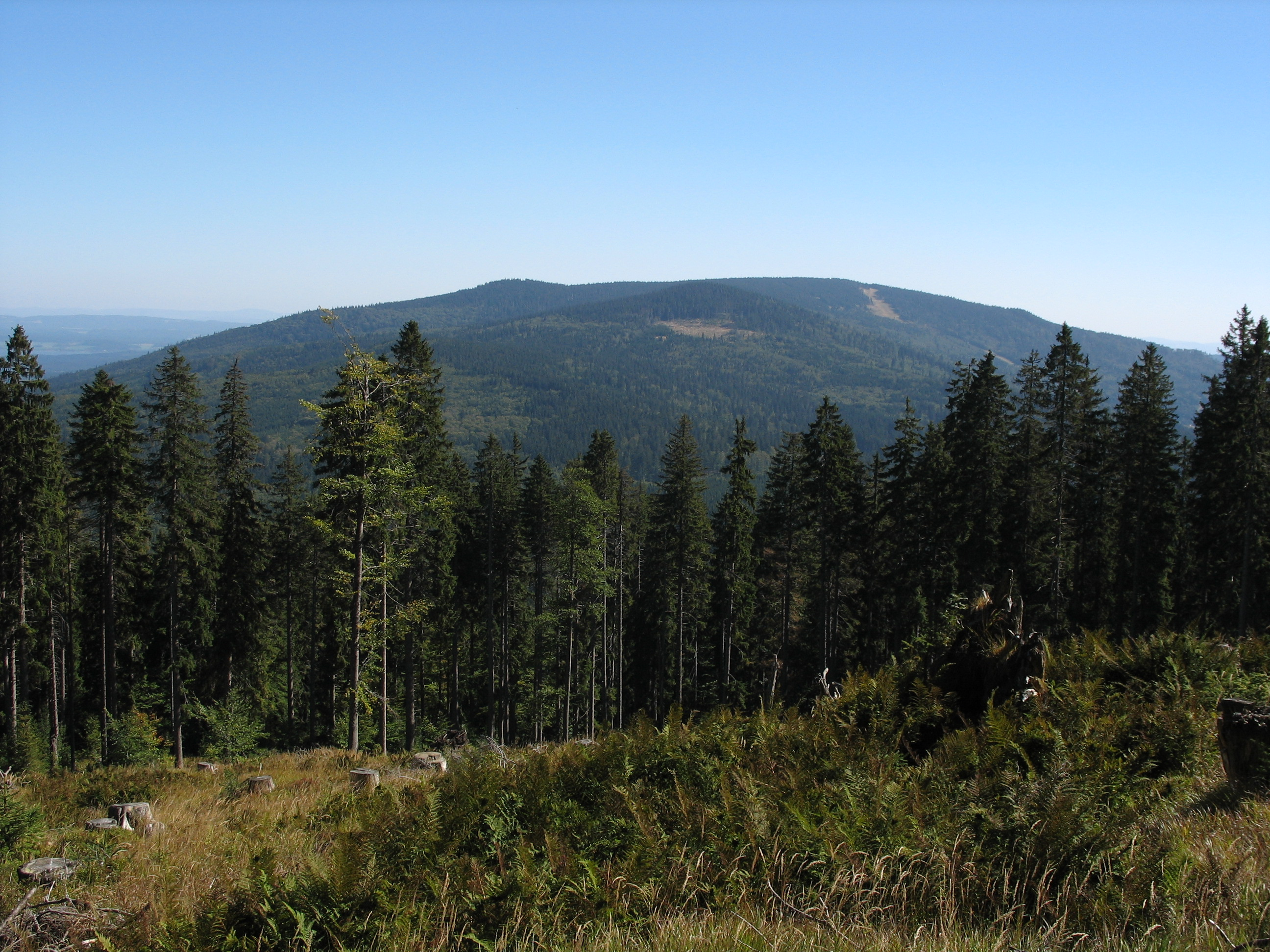
Smrčina (1333 m), okres Český Krumlov

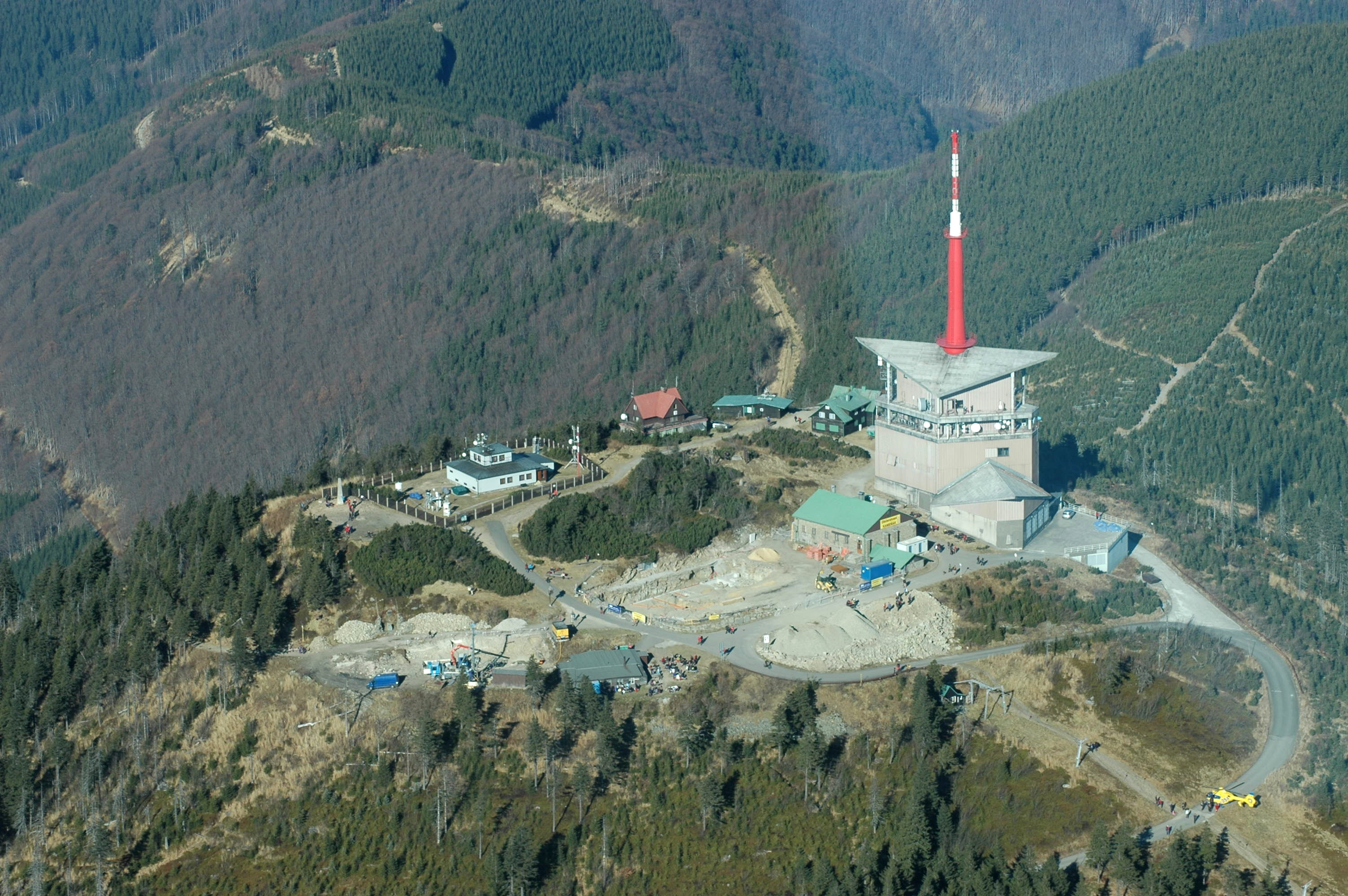
Lysá hora (1324 m), okres Frýdek-Místek

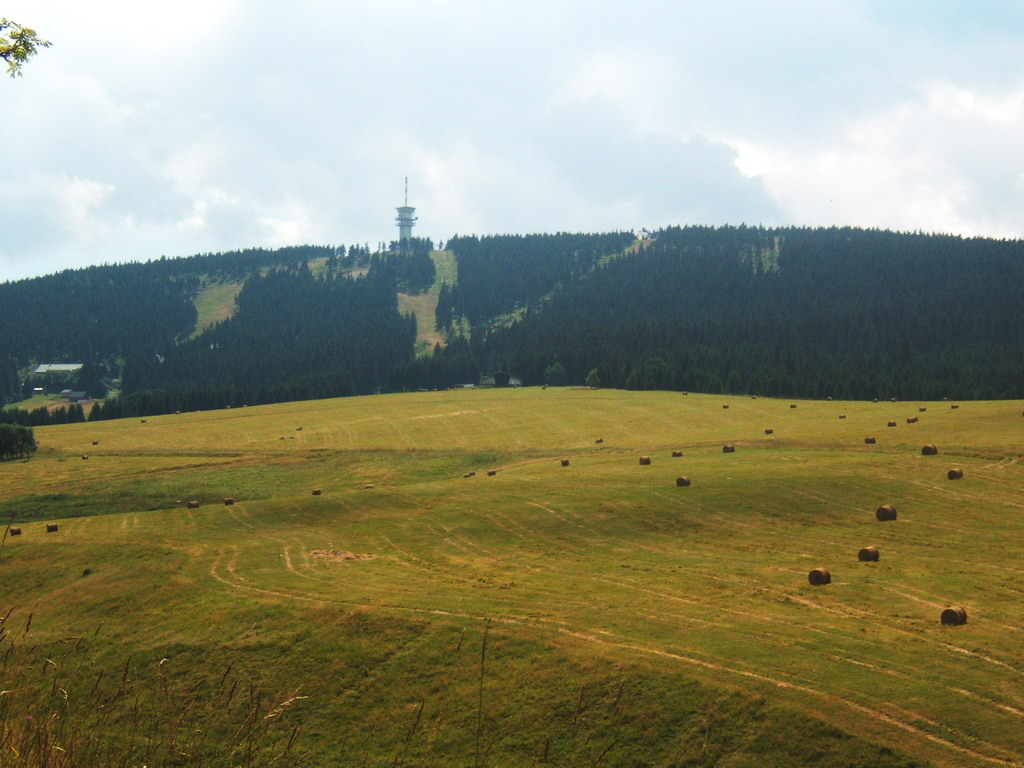
Klínovec (1244 m), okres Karlovy Vary a Chomutov

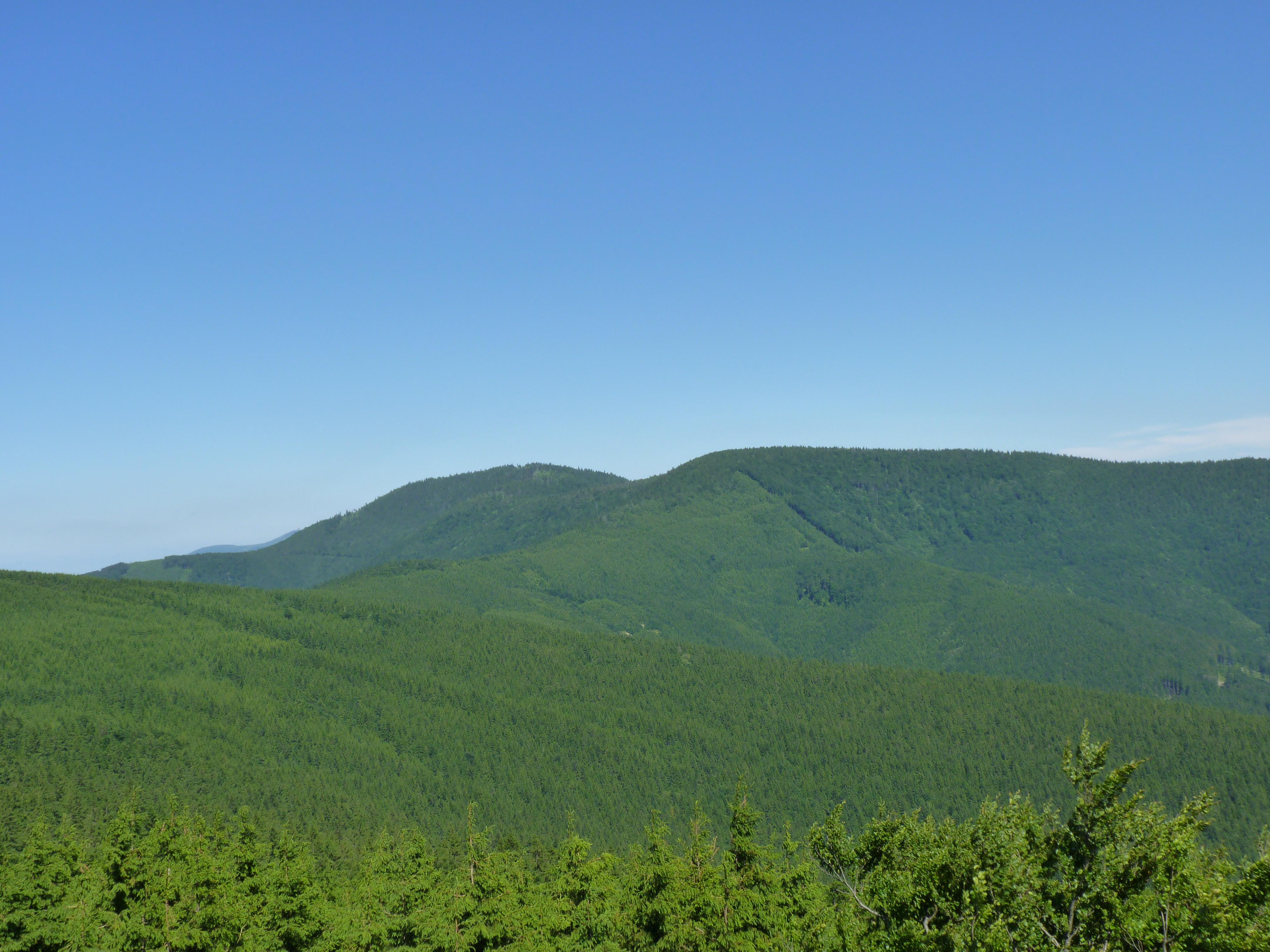
Čertův mlýn (1206 m), okres Vsetín

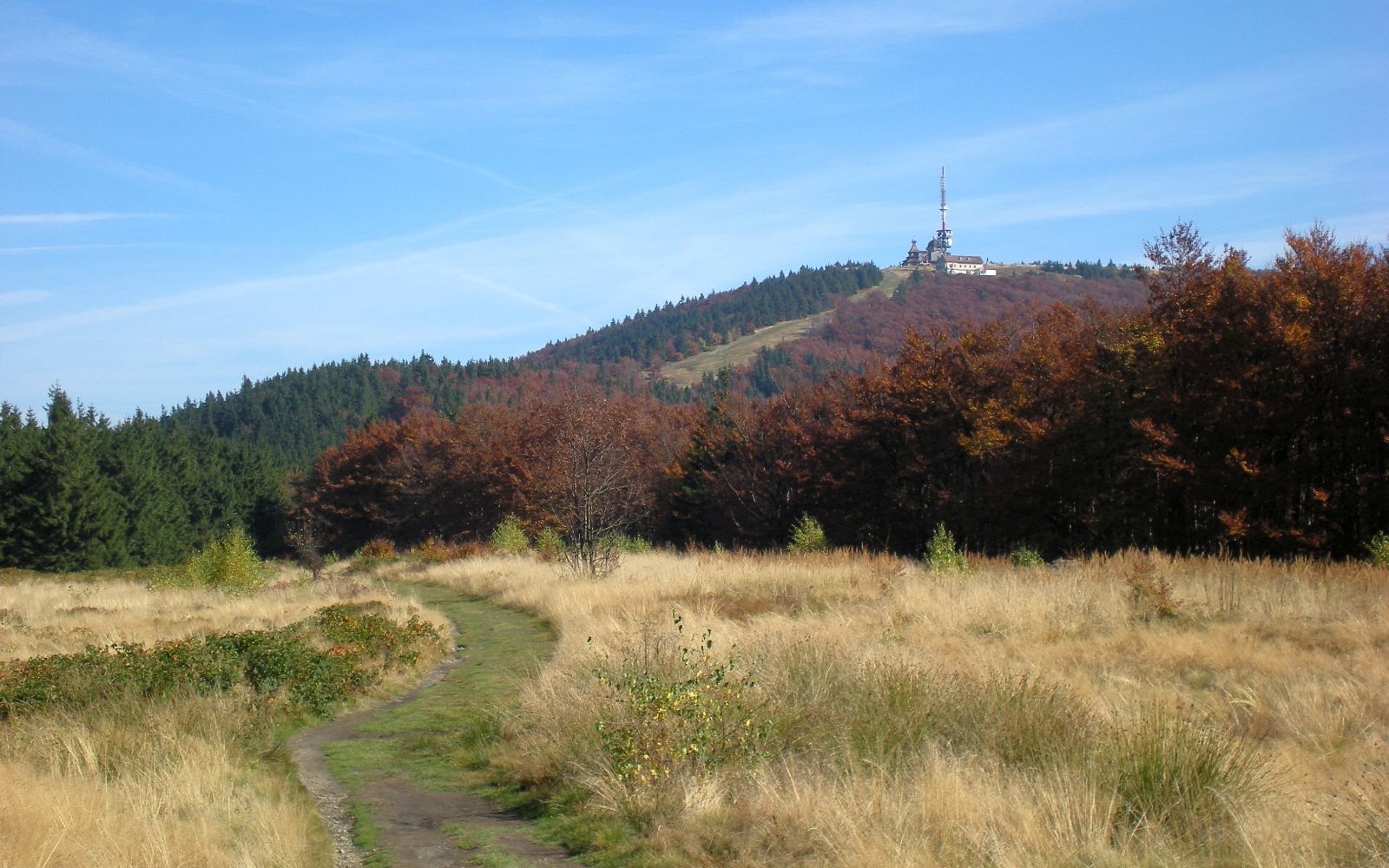
Radhošť (1129 m), okres Nový Jičín

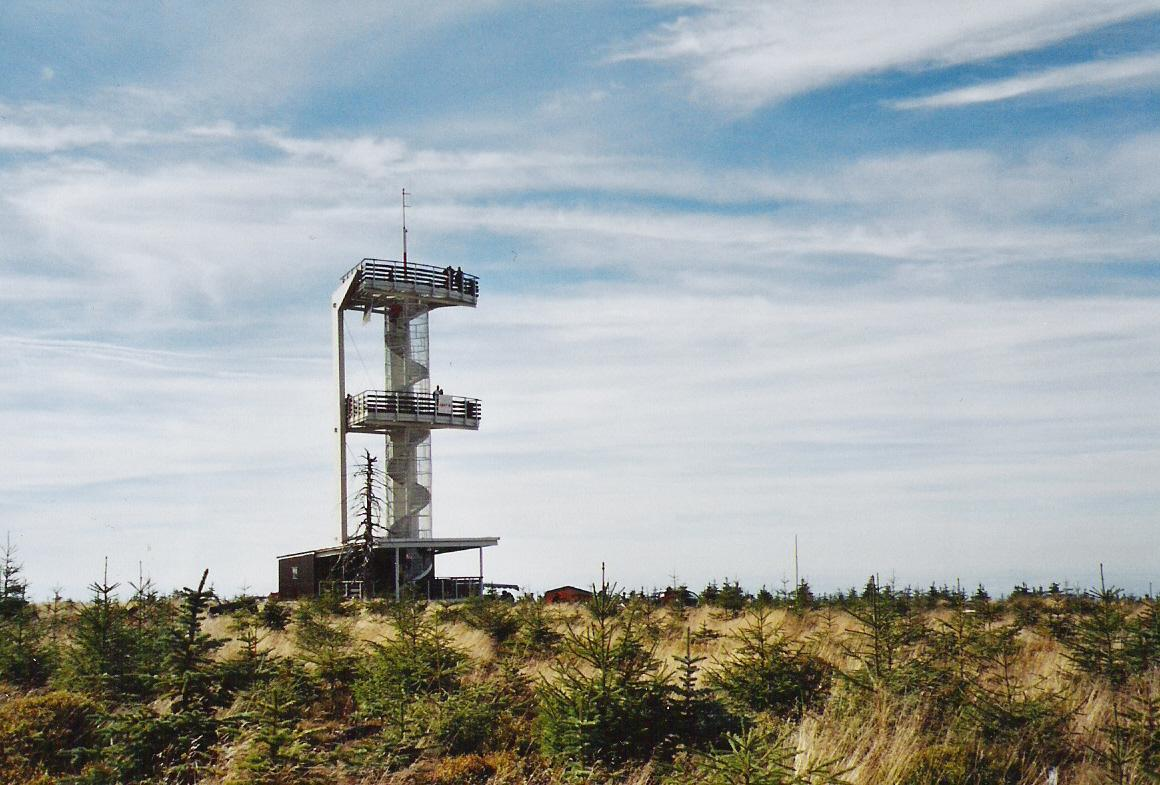
Smrk (1124 m), okres Liberec

Seznam nejvyšších bodů okresů v Česku obsahuje nejvyšší místa všech okresů v České republice (včetně Prahy, která okresem není). Nejvyšší body, ke kterým se nepodařilo dohledat zdroj, jsou zapsány kurzivou. Počítají se pouze body přírodní (nejvyšší umělý pevný bod v ČR je v okrese Šumperk: vrchol vysílače na Pradědu, 1637 m n. m.).

## Seznam
| #   | Okres               | Nejvyšší bod                           | Výška (m n. m.) | Souřadnice                       | Geomorf. celek                | Přístup |
| --- | ------------------- | -------------------------------------- | --------------- | -------------------------------- | ----------------------------- | --- |
| 1.  | Trutnov             | Sněžka                                 | 1603            | 50°44′10″ s. š., 15°44′25″ v. d. | Krkonoše                      | červená turistická značka · žlutá turistická značka                                                                                 |
| 2.  | Bruntál             | Praděd                                 | 1491            | 50°04′58″ s. š., 17°13′52″ v. d. | Hrubý Jeseník                 | modrá turistická značka |
| 2.  | Šumperk             | Praděd                                 | 1491            | 50°04′58″ s. š., 17°13′52″ v. d. | Hrubý Jeseník                 | modrá turistická značka |
| 4.  | Semily              | Kotel                                  | 1435            | 50°45′09″ s. š., 15°31′47″ v. d. | Krkonoše                      | neznačeno |
| 5.  | Ústí nad Orlicí     | Králický Sněžník                       | 1423            | 50°12′27″ s. š., 16°50′51″ v. d. | Králický Sněžník              | červená turistická značka · zelená turistická značka · žlutá turistická značka                                                      |
| 6.  | Jeseník             | Keprník                                | 1423            | 50°10′15″ s. š., 17°07′00″ v. d. | Hrubý Jeseník                 | červená turistická značka |
| 7.  | Prachatice          | Plechý                                 | 1378            | 48°46′16″ s. š., 13°51′29″ v. d. | Šumava                        | červená turistická značka · žlutá turistická značka                                                                                 |
| 8.  | Klatovy             | Velká Mokrůvka                         | 1370            | 48°57′17″ s. š., 13°30′24″ v. d. | Šumava                        | neznačeno |
| 9.  | Český Krumlov       | Smrčina                                | 1333            | 48°44′11″ s. š., 13°55′18″ v. d. | Šumava                        | červená turistická značka |
| 10. | Frýdek-Místek       | Lysá hora                              | 1324            | 49°32′45″ s. š., 18°26′51″ v. d. | Moravskoslezské Beskydy       | červená turistická značka · modrá turistická značka · žlutá turistická značka                                                       |
| 11. | Jablonec nad Nisou  | Luboch                                 | 1296            | 50°47′20″ s. š., 15°29′24″ v. d. | Krkonoše                      | neznačeno |
| 12. | Karlovy Vary        | Klínovec                               | 1244            | 50°23′46″ s. š., 12°58′04″ v. d. | Krušné hory                   | červená turistická značka · žlutá turistická značka                                                                                 |
| 12. | Chomutov            | svah Klínovce                          | 1231            | 50°23′46″ s. š., 12°58′04″ v. d. | Krušné hory                   | červená turistická značka · žlutá turistická značka                                                                                 |
| 14. | Vsetín              | Čertův mlýn                            | 1206            | 49°29′22″ s. š., 18°18′06″ v. d. | Moravskoslezské Beskydy       | červená turistická značka |
| 15. | Nový Jičín          | Radhošť                                | 1129            | 49°29′29″ s. š., 18°13′24″ v. d. | Moravskoslezské Beskydy       | červená turistická značka · modrá turistická značka                                                                                 |
| 16. | Liberec             | Smrk                                   | 1124            | 50°53′21″ s. š., 15°16′23″ v. d. | Jizerské hory                 | modrá turistická značka · zelená turistická značka                                                                                  |
| 17. | Rychnov nad Kněžnou | Velká Deštná                           | 1116            | 50°18′05″ s. š., 16°23′52″ v. d. | Orlické hory                  | zelená turistická značka |
| 18. | Domažlice           | Čerchov                                | 1042            | 49°22′58″ s. š., 12°47′06″ v. d. | Český les                     | modrá turistická značka · zelená turistická značka                                                                                  |
| 19. | České Budějovice    | Vysoká                                 | 1034            | 48°42′54″ s. š., 14°43′55″ v. d. | Novohradské hory              | místníčervená turistická značka |
| 20. | Sokolov             | Špičák                                 | 995             | 50°22′09″ s. š., 12°34′04″ v. d. | Krušné hory                   | zelená turistická značka |
| 21. | Cheb                | Lesný                                  | 983             | 50°02′07″ s. š., 12°36′57″ v. d. | Slavkovský les                | modrá turistická značka |
| 22. | Uherské Hradiště    | Velká Javořina                         | 970             | 48°51′28″ s. š., 17°40′32″ v. d. | Bílé Karpaty                  | červená turistická značka · modrá turistická značka                                                                                 |
| 23. | Most                | Loučná                                 | 956             | 50°38′55″ s. š., 13°36′36″ v. d. | Krušné hory                   | modrá turistická značka |
| 24. | Teplice             | Pramenáč                               | 910             | 50°41′57″ s. š., 13°43′55″ v. d. | Krušné hory                   | neznačeno |
| 25. | Tachov              | Havran                                 | 894             | 49°44′35″ s. š., 12°24′35″ v. d. | Český les                     | modrá turistická značka |
| 26. | Náchod              | Ruprechtický Špičák                    | 880             | 50°39′40″ s. š., 16°16′52″ v. d. | Broumovská vrchovina          | modrá turistická značka · zelená turistická značka · žlutá turistická značka                                                        |
| 27. | Příbram             | Tok                                    | 865             | 49°42′17″ s. š., 13°52′37″ v. d. | Brdská vrchovina              | neznačeno |
| 28. | Kroměříž            | Kelčský Javorník                       | 864             | 49°24′08″ s. š., 17°46′01″ v. d. | Hostýnsko-vsetínská hornatina | zelená turistická značka |
| 29. | Strakonice          | Zahájený                               | 845             | 49°09′25″ s. š., 13°41′59″ v. d. | Šumavské podhůří              | neznačeno |
| 30. | Hodonín             | Durda, západní úbočí                   | 838             | 48°51′15″ s. š., 17°38′49″ v. d. | Bílé Karpaty                  | červená turistická značka |
| 31. | Litoměřice          | Milešovka                              | 837             | 50°33′18″ s. š., 13°55′54″ v. d. | České středohoří              | modrá turistická značka |
| 32. | Jihlava             | Javořice                               | 837             | 49°13′16″ s. š., 15°20′22″ v. d. | Javořická vrchovina           | zelená turistická značka |
| 33. | Žďár nad Sázavou    | Devět skal                             | 836             | 49°40′15″ s. š., 16°01′56″ v. d. | Hornosvratecká vrchovina      | modrá turistická značka · žlutá turistická značka                                                                                   |
| 34. | Zlín                | Průklesy                               | 836             | 49°05′01″ s. š., 18°05′26″ v. d. | Bílé Karpaty                  | žlutá turistická značka |
| 35. | Rokycany            | Koruna, západní vrchol                 | 832             | 49°49′45″ s. š., 13°50′16″ v. d. | Brdská vrchovina              | zelená turistická značka |
| 36. | Beroun              | Jordán                                 | 826             | 49°43′03″ s. š., 13°51′11″ v. d. | Brdská vrchovina              | neznačeno |
| 37. | Plzeň-jih           | Nad Marastkem                          | 805             | 49°35′35″ s. š., 13°43′43″ v. d. | Brdská vrchovina              | zelená turistická značka · žlutá turistická značka                                                                                  |
| 38. | Jindřichův Hradec   | Javořice, jižní úbočí                  | 804             | 49°13′06″ s. š., 15°20′17″ v. d. | Javořická vrchovina           | zelená turistická značka |
| 39. | Ústí nad Labem      | Rudný vrch                             | 796             | 50°43′42″ s. š., 13°55′06″ v. d. | Krušné hory                   | Neznačeno |
| 40. | Česká Lípa          | Luž                                    | 793             | 50°50′56″ s. š., 14°38′49″ v. d. | Lužické hory                  | červená turistická značka |
| 41. | Děčín               | Pěnkavčí vrch                          | 792             | 50°50′53″ s. š., 14°36′40″ v. d. | Lužické hory                  | neznačeno |
| 42. | Chrudim             | Karlštejn                              | 784             | 49°42′56″ s. š., 16°04′02″ v. d. | Hornosvratecká vrchovina      | neznačeno |
| 43. | Svitavy             | Bubnovaný kopec                        | 781             | 49°42′36″ s. š., 16°05′17″ v. d. | Hornosvratecká vrchovina      | neznačeno |
| 44. | Pelhřimov           | Křemešník                              | 769             | 49°24′15″ s. š., 15°19′30″ v. d. | Křemešnická vrchovina         | červená turistická značka · modrá turistická značka · zelená turistická značka · žlutá turistická značka · naučná turistická značka |
| 45. | Plzeň-sever         | Stěnský vrch – východní úbočí          | 756             | 49°57′48″ s. š., 12°57′48″ v. d. | Tepelská vrchovina            | neznačeno |
| 46. | Opava               | Červená hora                           | 749             | 49°46′36″ s. š., 17°32′28″ v. d. | Nízký Jeseník                 | modrá turistická značka |
| 47. | Prostějov           | Skalky                                 | 735             | 49°30′05″ s. š., 16°47′23″ v. d. | Drahanská vrchovina           | neznačeno |
| 48. | Blansko             | Skalky – západní úbočí                 | 728             | 49°30′04″ s. š., 16°47′18″ v. d. | Drahanská vrchovina           | modrá turistická značka |
| 49. | Tábor               | Batkovy                                | 724             | 49°27′52″ s. š., 14°49′53″ v. d. | Křemešnická vrchovina         | neznačeno |
| 50. | Havlíčkův Brod      | Melechov                               | 715             | 49°38′37″ s. š., 15°19′06″ v. d. | Křemešnická vrchovina         | zelená turistická značka |
| 51. | Benešov             | Mezivrata                              | 713             | 49°36′07″ s. š., 14°40′15″ v. d. | Vlašimská pahorkatina         | neznačeno |
| 52. | Třebíč              | Mařenka                                | 711             | 49°10′14″ s. š., 15°42′10″ v. d. | Křižanovská vrchovina         | modrá turistická značka |
| 53. | Písek               | Kozlov                                 | 709             | 49°32′12″ s. š., 14°25′09″ v. d. | Vlašimská pahorkatina         | neznačeno |
| 54. | Brno-venkov         | Sýkoř                                  | 705             | 49°18′27″ s. š., 16°34′37″ v. d. | Hornosvratecká vrchovina      | neznačeno |
| 55. | Olomouc             | Fidlův kopec                           | 680             | 49°37′14″ s. š., 17°30′19″ v. d. | Nízký Jeseník                 | neznačeno |
| 56. | Vyškov              | Horka, východní vrchol                 | 650             | 49°25′50″ s. š., 16°55′01″ v. d. | Drahanská vrchovina           | neznačeno |
| 57. | Přerov              | Strážná                                | 641             | 49°41′48″ s. š., 17°39′14″ v. d. | Nízký Jeseník                 | neznačeno |
| 58. | Rakovník            | Vlastec                                | 612             | 49°55′58″ s. š., 13°48′12″ v. d. | Křivoklátská vrchovina        | neznačeno |
| 59. | Louny               | Ostrý, jižní úbočí                     | 610             | 50°29′33″ s. š., 13°51′52″ v. d. | České středohoří              | neznačeno |
| 60. | Jičín               | Kozinec                                | 608             | 50°31′02″ s. š., 15°32′57″ v. d. | Ještědsko-kozákovský hřbet    | zelená turistická značka |
| 61. | Plzeň-město         | Radyně                                 | 567             | 49°40′52″ s. š., 13°27′54″ v. d. | Švihovská vrchovina           | červená turistická značka · žlutá turistická značka                                                                                 |
| 62. | Kutná Hora          | Březina                                | 555             | 49°51′44″ s. š., 15°07′16″ v. d. | Hornosázavská pahorkatina     | neznačeno |
| 63. | Praha-západ         | Skalka                                 | 553             | 49°52′39″ s. š., 14°15′46″ v. d. | Brdská vrchovina              | červená turistická značka · zelená turistická značka                                                                                |
| 64. | Břeclav             | Děvín                                  | 550             | 48°52′10″ s. š., 16°38′59″ v. d. | Mikulovská vrchovina          | zelená turistická značka |
| 65. | Praha-východ        | Pecný                                  | 545             | 49°54′51″ s. š., 14°47′14″ v. d. | Benešovská pahorkatina        | neznačeno |
| 66. | Znojmo              | jižní úbočí kóty 524 m v PR Suchá hora | 522             | 48°57′46″ s. š., 15°42′47″ v. d. | Jevišovická pahorkatina       | neznačeno |
| 67. | Mělník              | Vrátenská hora                         | 507             | 50°28′44″ s. š., 14°39′04″ v. d. | Ralská pahorkatina            | neznačeno |
| 68. | Brno-město          | místo severně od Útěchova              | 497             | 49°17′39″ s. š., 16°37′48″ v. d. | Drahanská vrchovina           | zelená turistická značka |
| 69. | Kladno              | Tuchonín                               | 488             | 50°03′07″ s. š., 14°03′15″ v. d. | Křivoklátská vrchovina        | neznačeno |
| 70. | Mladá Boleslav      | Mužský                                 | 463             | 50°31′39″ s. š., 15°02′46″ v. d. | Jičínská pahorkatina          | zelená turistická značka |
| 71. | Kolín               | Kamenný vrch                           | 456             | 49°55′34″ s. š., 14°54′48″ v. d. | Benešovská pahorkatina        | neznačeno |
| 72. | Karviná             | Šachta                                 | 427             | 49°44′32″ s. š., 18°33′30″ v. d. | Podbeskydská pahorkatina      | neznačeno |
| 73. | Ostrava-město       | Úhorky                                 | 404             | 49°51′13″ s. š., 18°03′45″ v. d. | Nízký Jeseník                 | neznačeno |
| 74. | Praha               | Teleček                                | 399             | 50°03′15″ s. š., 14°15′47″ v. d. | Pražská plošina               | neznačeno |
| 75. | Pardubice           | místo jižně od Holotína                | 398             | 49°56′15″ s. š., 15°35′05″ v. d. | Železné hory                  | neznačeno |
| 76. | Hradec Králové      | Svíb                                   | 332             | 50°17′51″ s. š., 15°44′15″ v. d. | Východolabská tabule          | červená turistická značka · naučná turistická značka                                                                                |
| 77. | Nymburk             | Na kostele                             | 299             | 50°17′15″ s. š., 15°22′08″ v. d. | Východolabská tabule          | neznačeno |